# Avgust Jankovič
Avgust Jankovič (tudi Augusto Iancovich), italijanski violinist in glasbeni pedagog, slovenskega rodu, * 28. februar 1878, Trst, † 7. februar 1937, Trst.

## Življenje in delo
Rodil se je v družini rogista Štefana in gospodinje Angele Jankovič rojene Rubini. Violino se je učil pri Albertu Costelliju in z 18 leti pričel koncertno kariero doma in v tujini. Največ je igral v kvartetu. Ustanovil je Quartetto triestino in v njem igral 1. violino (2. violina Giuseppe Viezzali; viola Eugenio Ballerini, kasneje Manilo Dudovich; violončelo Arturo Cuccolli, kasneje Augusto Fabbri in Dino Baraldi). Tržaški kvartet si je pridobil svetovni sloves. Nastopal je po vsej Evropi, Egiptu in Združenih državah Amerike. Med 1. svetovno vojno je bil angažiran kot koncertni mojster pri dunajski Koncertni hiši (Konzerthaus), po vojni pa je bil do smrti 1. violinist v tržaškem gledališču ter izreden profesor na tržaškem glasbenem konservatoriju Giuseppe Veri. 